# Pod osłoną nieba (film)
Pod osłoną nieba (ang. The Sheltering Sky) – brytyjsko-włoski dramat obyczajowy z 1990 roku w reżyserii Bernarda Bertolucciego, zrealizowany na podstawie powieści pod tym samym tytułem z 1949 r. autorstwa Paula Bowlesa. Sam Bowles jest w filmie narratorem i pojawia się w niewielkiej roli. Obraz opowiada o parze, która wybiera się w podróż do północnej Afryki, aby ożywić swoje małżeństwo, ale na miejscu nie radzi sobie z niebezpieczeństwami. Plakat do filmu przygotował Andrzej Malinowski.

## Fabuła
Troje Amerykanów z Nowego Jorku przybywa do Tangeru w 1947 r. Port Moresby (John Malkovich) i jego żona Kit (Debra Winger) w towarzystwie przyjaciela George’a Tunnera (Campbell Scott) mają zamiar wybrać się w głąb Sahary. W Maroku nie ma jeszcze turystów. Tunner ma wrócić do domu za kilka tygodni, ale Port i Kit chcą zostać przez rok czy dwa.
Zaraz po przybyciu poznają Lyle, autorkę relacji z podróży, i jej syna. Port kłóci się z Kit, rusza sam na miasto, spotyka prostytutkę, uprawia z nią seks i musi uciekać przed tłumem po tym, jak ona próbuje ukraść mu portfel. Po powrocie zaczyna podejrzewać, że Kit spała z Tunnerem, co jest nieprawdą. Jednak wkrótce rzeczywiście spędzają oni ze sobą noc, kiedy rozdzielają się w podróży z Portem (on jedzie samochodem z Lyle’ami, oni pociągiem). Później młody Lyle wiezie Tunnera do Masadu, gdzie nowojorczycy mają się spotkać, ale wcześniej kradnie paszport Porta. Port i Kit ruszają w końcu sami w dalszą podróż, Port jednak umiera na tyfus w forcie francuskiej Legii Cudzoziemskiej.
Kit zostaje sama w głębi Sahary. Wędruje chaotycznie, dopóki nie ratuje jej karawana Belkassima. W domu Belkassima Kit zostaje jego kochanką, jednak przepędzają ją jego żony. Trafia na targ, potem do szpitala i tam odnajduje ją pracownica amerykańskiej ambasady. Zostaje przewieziona z powrotem do Tangeru, gdzie czeka na nią Tunner. Jednak Kit znika z taksówki, zanim Tunner przychodzi na jej spotkanie z hotelu.

## Obsada
- Debra Winger – Kit Moresby
- John Malkovich – Port Moresby
- Campbell Scott – George Tunner
- Jill Bennett – pani Lyle
- Timothy Spall – Eric Lyle
- Eric Vu-An – Belkassim
- Amina Annabi – prostytutka Mahrnia
- Philippe Morier-Genoud – kapitan Broussard
- Nicoletta Braschi – Francuzka

## Nagrody
- Nagroda Brytyjskiej Akademii Filmowej za najlepsze zdjęcia – Vittorio Storaro
- Złoty Glob za najlepszą muzykę – Ryūichi Sakamoto i Richard Horowitz
- New York Film Critics Circle Award za najlepsze zdjęcia – Vittorio Storaro
- Los Angeles Film Critics Association Award za najlepszą muzykę – Ryūichi Sakamoto i Richard Horowitz